# Mazurén (estación)
La estación sencilla Mazurén hace parte del sistema de transporte masivo TransMilenio de Bogotá, inaugurado en el año 2000.

## Ubicación
Esta estación está ubicada en el norte de la ciudad, más específicamente en la Autopista Norte entre la calle 151A y la Av.Calle 153. Se accede a ella a través de un puente peatonal ubicado unos metros al norte de la Calle 152.
Atiende la demanda de los barrios Mazurén, Las Margaritas y sus alrededores.
En las cercanías están el colegio Bethlemitas, la sede norte del Liceo Cervantes, el Colegio Teresiano, el Centro Comercial Mazurén y el eje vial de la Av.Calle 153 o Avenida La Sirena.

## Origen del nombre
La estación recibe su nombre del barrio ubicado en el costado occidental.

## Historia
A comienzos del año 2001, después de ser inaugurado el Portal Usme, se puso en funcionamiento la troncal de la Autopista Norte incluyendo la estación Mazurén. Meses después fue inaugurado el Portal Norte.
En la noche del 9 de abril de 2013 se registraron los ataque contra esta estación del sistema. En esa ocasión fueron destruidas, a punta de pistolas de balines, las estaciones Calle 100, Calle 106, Prado, Alcalá, Calle 142, Calle 146, Mazurén, Calle 161, Calle 187, y Terminal con Autopista Norte, donde dejaron $22 millones de pesos en pérdidas.
En la madrugada del 18 de marzo de 2014, se registró otro ataque contra esta estación, también a punta de pistolas de balines, junto con las estaciones Calle 127, Prado y Toberín con Autopista Norte, en donde dejaron $ 5 millones 600 mil pesos en pérdidas.
El 4 de agosto de 2016 se puso en funcionamiento un nuevo vagón al costado sur de la estación para ampliar la capacidad de la misma. Luego de la apertura, se distribuyeron las rutas que hacen parada para reducir las aglomeraciones de personas en los vagones existentes.

## Servicios de la estación

### Servicios troncales
| Tipo                                                                                     | Rutas al Norte | Rutas al Sur |
| ---------------------------------------------------------------------------------------- | -------------- | ------------ |
| Ruta fácil                                                                               | 8              | 8            |
| Expresos todos los días todo el día                                                      | B72            | H72          |
| Expresos todos los días todo el día (temporal por cierre estación Calle 146)             |                | D10          |
| Expresos lunes a sábado todo el día                                                      | B13 B74        | H13 J74      |
| Expresos lunes a sábado todo el día (temporal por cierre estación Calle 146)             |                | K16          |
| Expresos lunes a viernes hora pico de la mañana (temporal por cierre estación Calle 146) |                | J70          |

### Esquema
Esta estación no permite el cambio de rutas hacia el norte y rutas hacia el sur.
| ← Norte |         |           |         |         |         |
|         |         | Calle 152 | B13B72  | 8B74    |         |
| Vagón 5 | Vagón 4 | Puente    | Vagón 3 | Vagón 2 | Vagón 1 |
| H13 H72 | 8J70J74 | Calle 152 |         |         | D10K16  |
| Sur →   |         |           |         |         |         |

### Servicios urbanos
Así mismo funcionan las siguientes rutas urbanas del SITP en los costados externos a la estación, circulando por los carriles de tráfico mixto sobre la Autopista Norte, con posibilidad de trasbordo usando la tarjeta TuLlave:
| Código | Sector             | Dirección           | Rutas            |
| ------ | ------------------ | ------------------- | ---------------- |
| 640A01 | B Estación Mazurén | Auto Norte - CL 152 | B926 Z8          |
| 312A02 | C Estación Mazurén | Auto Norte - CL 152 | B909C913C925 T62 |

## Ubicación geográfica
| Noroeste: Suba | Norte: B Calle 161 | Nordeste: Usaquén |
| Oeste: Suba    |                    | Este: Usaquén     |
| Suroeste: Suba | Sur: B Calle 146   | Sureste: Usaquén  |